# William Crookes
William Crookes (Londen, 17 juni 1832 – aldaar, 4 april 1919) was een Britse wetenschapper. Zijn werk lag op het grensvlak van natuur- en scheikunde, waaronder gasontladingslampen (Crookes-buis) en spectroscopie. Hij is de ontdekker van het element thallium.

## Biografie
Crookes werd geboren als zoon van meester-kleermaker Joseph Crookes en zijn tweede vrouw Mary Scott. Hij was de oudste van zestien kinderen en kreeg zijn basisscholing aan een gymnasium in Chippenham, Wiltshire. Zijn wetenschappelijke carrière begon toen hij op zijn vijftiende scheikunde ging studeren aan het Royal College of Chemistry in Hanover Square, Londen.
Van 1850 tot 1854 vervulde hij de positie van persoonlijk assistent van zijn mentor, August Wilhelm von Hofmann. Naast zijn studie en werk bezocht hij regelmatig de bijeenkomsten van de Royal Society, waar hij de Engelse natuurkundige Michael Faraday ontmoette. Deze haalde Crookes over om van studierichting te veranderen: van de traditionele scheikunde naar de chemische natuurkunde.
In 1854 accepteerde Crookes een baan als hoofdopzichter bij de metrologische afdeling van het Radcliffe Observatorium in Oxford. Nadat hij twee jaar later een aanzienlijk geldbedrag erfde van zijn vader, keerde hij terug naar Londen waar hij een privé-laboratorium opende en zich vestigde als zelfstandig scheikundig adviseur. Datzelfde jaar, 1856, huwde hij Ellen Humphrey, die hem vier kinderen schonk.
In 1859 startte hij de Chemical News, een wetenschappelijk tijdschrift dat hijzelf uitgaf en waarvan hij tot 1906 ook de redactie deed. In het blad publiceerde hij tevens zijn experimenten met de vacuümbuis.

## Wetenschap
Crookes specialiseerde zich in het onderzoek naar seleen-samenstellingen en mineralen. Volgend op de uitvinding van de spectroscoop door de Duitse natuurkundigen Robert Bunsen en Gustav Kirchhoff ontdekte hij in 1861 via spectraalanalyse een nieuw chemisch element. Hij gaf het de naam thallium, naar het Griekse woord thallos ('groene tak' of 'scheut'), vanwege de twee intens groene emissielijnen die hij waarnam. Als bron had Crookes enkele kilogrammen loodresidu gebruikt die hij van Hofmann had gekregen van een zwavelzuurfabriek in de Harz. Hij concentreerde zich op de studie van de eigenschappen van dit element en slaagde er uiteindelijk in om in 1873 de atoommassa ervan te bepalen. Zijn ontdekking werd bestreden door de Fransman Claude-Auguste Lamy die onafhankelijk en op praktisch hetzelfde moment als Crookes het element ook ontdekte. Tijdens zijn studie naar de eigenschappen van dit element merkte hij ongewone effecten op in de vacuümbuis die hij hierbij gebruikt, en die hij verder onderzocht.
Een nevenresultaat van zijn onderzoek was de uitvinding, in 1875, van de radiometer; een lichtmolentje in een vacuüm gezogen glazen bol met daarin vier metalen wieken die op een verticale draaias gemonteerd zijn. De molen gaat draaien wanneer het aangestraald wordt.
Crookes ging verder met zijn onderzoek naar elektrische ontladingen in gassen bij lage drukken en voor dit doel ontwierp hij de naar hem vernoemde Buis van Crookes. Deze langwerpige geëvacueerde glazen buis bevatte een positieve elektrode (anode) en een negatieve elektrode (kathode). Als tussen deze elektrodes een zeer hoge spanning werd aangebracht dan vond er een elektrische ontlading plaats die liep van de kathode naar de anode en in de buis een groenige gloed deed ontstaan. Tegenwoordig is bekend dat dit lichtverschijnsel wordt veroorzaakt door de interactie tussen elektronen en het weinige resterende gas in de glazen buis. Zijn buis stond aan de basis van zowel de kathodestraalbuis als de Röntgenbuis.
In 1903 construeerde Crookes de spinthariscoop, een toestel bestaande uit een doorzichtig schermpje bedekt met zinksulfaat en aan de andere kant voorzien van een regelbaar vergrootglas. Als in de nabijheid van het sulfaat een radioactieve bron werd geplaatst die alfadeeltjes uitzendt kan in het donker willekeurige optredende scintillaties worden waargenomen. Deze worden veroorzaakt door de botsing van alfadeeltjes op het scherm.
In 1883 werd hij gekozen tot lid van de Royal Society; in 1897 werd hij geridderd en sindsdien mag hij als sir benoemd worden. In 1904 kreeg hij de Copley Medal en in 1910 de Order of Merit voor zijn vele wetenschappelijke onderzoek. Hij was lid van de Society for Psychical Research en de Theosofische Vereniging.

## Spiritisme
Vanaf de jaren 1870 raakte Crookes sterk geïnteresseerd in spiritisme en werd hij een vooraanstaand onderzoeker in paranormale en buitennatuurlijke verschijnselen. Als eerste begon hij het meest beroemde medium van die tijd te onderzoeken: Daniel Dunglas Home. Crookes voerde zijn experimenten onder de strengste wetenschappelijke voorwaarden uit. Hij kon bewijzen noch weerleggen dat er bedrog in het spel was. Andere spirituele mediums die hij bestudeerde waren Kate Fox en Florence Cook. 
Hoewel hij tijdens deze mystieke seances geen bedrog kon ontdekken was hij niet helemaal gevrijwaard van vooringenomenheid. Door zijn proeven met de radiometer en de vacuümbuis was hij ervan overtuigd dat er een onbekende stralingskracht bestond als verklaring voor alle bovennatuurlijke verschijnselen. Andere tijdgenoten dachten dat Crookes handicap – hij was bijzonder bijziend – een belangrijke rol speelde in zijn curieuze geloof in het bovennatuurlijke.

## Externe link

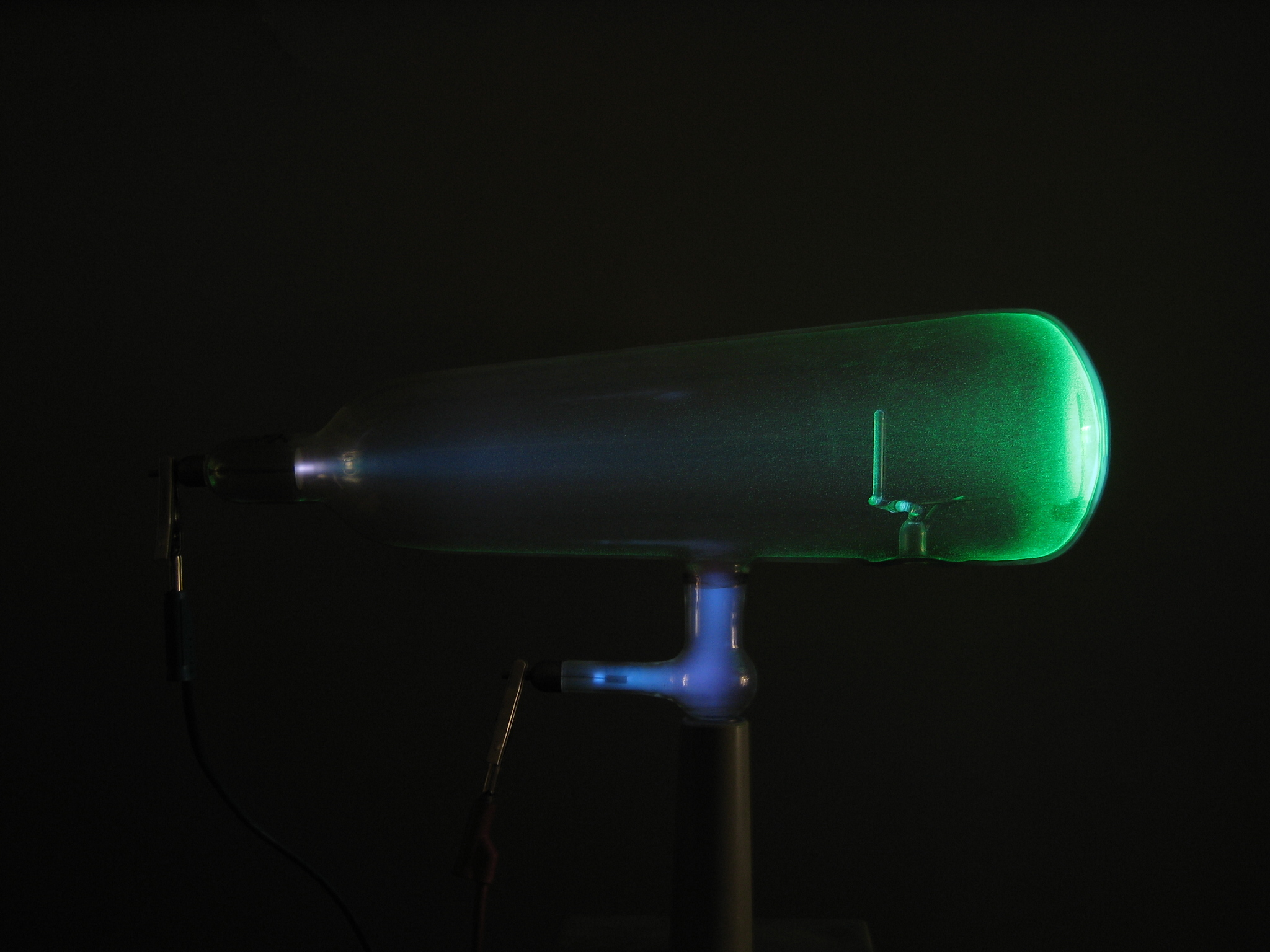
Buis van Crookes in bedrijf